# Laphria rufifemorata
Laphria rufifemorata är en tvåvingeart som beskrevs av Macquart 1846. Laphria rufifemorata ingår i släktet Laphria och familjen rovflugor. Inga underarter finns listade i Catalogue of Life.